# If (Bread)
If, ook wel If a picture paints a thousand words, is een single van de Amerikaanse muziekgroep Bread. Het is naast The guitar man en Lost without your love de enige single van Bread die de Nederlandse Top 40 (plaats 19) weet te bereiken; andere singles "sneuvelen" in de tipparade. If was eerst al uitgeroepen tot alarmschijf. In de Verenigde Staten deed If het beter dan in de rest van de wereld; het haalde de vierde plaats in de Billboard Hot 100 en stond nummer 1 in de gespecialiseerde lijst voor easy listening van datzelfde blad.
Het lied gaat over de onmogelijkheid om de levenspartner van de zanger juist te omschrijven (The words will never show the you I’ve come to know). De B-kant was Take comfort, ook van het album Manna.

## Covers
Een aantal artiesten heeft het lied (al vrij snel) ook opgenomen. Van de versies van Frank Sinatra, Perry Como, Jack Jones, Shirley Bassey, Westlife, Frankmusik en Telly Savalas bleek die laatste zodanig aan te slaan dat ook die de hitparades haalde. In maart 1975 stond Savalas er twee weken mee op nummer 1 in Engeland en in Nederland kwam het tot een twaalfde plaats (hoger dan het origineel).

## Lijsten

### Top40
| "If" (Bread) in de Nederlandse Top 40 binnen: week 21/1971 | "If" (Bread) in de Nederlandse Top 40 binnen: week 21/1971 | "If" (Bread) in de Nederlandse Top 40 binnen: week 21/1971 | "If" (Bread) in de Nederlandse Top 40 binnen: week 21/1971 | "If" (Bread) in de Nederlandse Top 40 binnen: week 21/1971 | "If" (Bread) in de Nederlandse Top 40 binnen: week 21/1971 |
| Week:                                                      | 1                                                          | 2                                                          | 3                                                          | 4                                                          |                                                            |
| ---------------------------------------------------------- | ---------------------------------------------------------- | ---------------------------------------------------------- | ---------------------------------------------------------- | ---------------------------------------------------------- | ---------------------------------------------------------- |
| Positie:                                                   | 28                                                         | 19                                                         | 24                                                         | 37                                                         | uit                                                        |

| "If" (Savalas) in de Nederlandse Top 40 binnen: week 21/1975 | "If" (Savalas) in de Nederlandse Top 40 binnen: week 21/1975 | "If" (Savalas) in de Nederlandse Top 40 binnen: week 21/1975 | "If" (Savalas) in de Nederlandse Top 40 binnen: week 21/1975 | "If" (Savalas) in de Nederlandse Top 40 binnen: week 21/1975 | "If" (Savalas) in de Nederlandse Top 40 binnen: week 21/1975 | "If" (Savalas) in de Nederlandse Top 40 binnen: week 21/1975 | "If" (Savalas) in de Nederlandse Top 40 binnen: week 21/1975 |
| Week:                                                        | 1                                                            | 2                                                            | 3                                                            | 4                                                            | 5                                                            | 6                                                            |                                                              |
| ------------------------------------------------------------ | ------------------------------------------------------------ | ------------------------------------------------------------ | ------------------------------------------------------------ | ------------------------------------------------------------ | ------------------------------------------------------------ | ------------------------------------------------------------ | ------------------------------------------------------------ |
| Positie:                                                     | 21                                                           | 14                                                           | 12                                                           | 13                                                           | 15                                                           | 32                                                           | uit                                                          |

### Single Top 100
| Positie: | 25 | 23 | 21 | uit | 82 | 100 | uit |

| "If" (Savalas) in de Nederlandse Single Top 100 binnen: 12-4-1975 | "If" (Savalas) in de Nederlandse Single Top 100 binnen: 12-4-1975 | "If" (Savalas) in de Nederlandse Single Top 100 binnen: 12-4-1975 | "If" (Savalas) in de Nederlandse Single Top 100 binnen: 12-4-1975 | "If" (Savalas) in de Nederlandse Single Top 100 binnen: 12-4-1975 | "If" (Savalas) in de Nederlandse Single Top 100 binnen: 12-4-1975 | "If" (Savalas) in de Nederlandse Single Top 100 binnen: 12-4-1975 |
| Week:                                                             | 1                                                                 | 2                                                                 | 3                                                                 | 4                                                                 | 5                                                                 |                                                                   |
| ----------------------------------------------------------------- | ----------------------------------------------------------------- | ----------------------------------------------------------------- | ----------------------------------------------------------------- | ----------------------------------------------------------------- | ----------------------------------------------------------------- | ----------------------------------------------------------------- |
| Positie:                                                          | 24                                                                | 11                                                                | 11                                                                | 15                                                                | 19                                                                | uit                                                               |

### NPO Radio 2 Top 2000
| Nummer met noteringen in de NPO Radio 2 Top 2000 | '99 | '00 | '01 | '02 | '03 | '04 | '05 | '06 | '07 | '08 | '09 | '10 | '11  | '12  | '13  | '14  | '15  |
| ------------------------------------------------ | --- | --- | --- | --- | --- | --- | --- | --- | --- | --- | --- | --- | ---- | ---- | ---- | ---- | ---- |
| If                                               | 620 | 539 | 675 | 496 | 663 | 740 | 726 | 753 | 800 | 704 | 941 | 853 | 1060 | 1485 | 1693 | 1644 | 1936 |

1. ↑  Een vetgedrukt getal geeft de hoogste notering aan.
2. ↑  Deze tabel is bijgewerkt tot en met de laatste editie (2024).

### Evergreen Top 1000
| Evergreen Top 1000 "If" | Evergreen Top 1000 "If" | Evergreen Top 1000 "If" | Evergreen Top 1000 "If" | Evergreen Top 1000 "If" | Evergreen Top 1000 "If" | Evergreen Top 1000 "If" | Evergreen Top 1000 "If" | Evergreen Top 1000 "If" | Evergreen Top 1000 "If" | Evergreen Top 1000 "If" | Evergreen Top 1000 "If" | Evergreen Top 1000 "If" | Evergreen Top 1000 "If" | Evergreen Top 1000 "If" | Evergreen Top 1000 "If" |
| Jaar                    | 2008                    | 2009                    | 2010                    | 2011                    | 2012                    | 2013                    | 2014                    | 2015                    | 2016                    | 2017                    | 2018                    | 2019                    | 2020                    | 2021                    | 2022                    |
| ----------------------- | ----------------------- | ----------------------- | ----------------------- | ----------------------- | ----------------------- | ----------------------- | ----------------------- | ----------------------- | ----------------------- | ----------------------- | ----------------------- | ----------------------- | ----------------------- | ----------------------- | ----------------------- |
| Positie                 | 398                     | 347                     | 156                     | 158                     | 170                     | 328                     | 336                     | 357                     | 302                     | 500                     | 546                     | 386                     | 394                     | 479                     | 430                     |